# ポンプ座U星
ポンプ座U星（ポンプざUせい、U Antliae、U Ant）は、ポンプ座の変光星である。N型の炭素星であり、不規則な脈動変光星に分類される。恒星の周囲は非接触型の、二重構造の薄い殻が取り囲んでいる。

## 発見
ポンプ座U星が変光星であることを発見したのは、ハーヴァード大学天文台のルイザ・ウェルズ（Louisa D. Wells）とされ、ヘンリー・ドレイパー記念乾板から変光星をみつけだす作業の中で発見された。

## 特徴
ポンプ座U星は、独特のスペクトルを示す恒星で、惑星状星雲への進化の途に就いた炭素過剰な漸近巨星枝星と考えられる。南天で特に明るくみえる炭素星の一つであり、炭素星の中でもN型に分類され、スペクトル型はN0とされるが、C5,3 (Nb) と記述される場合もある。新しい炭素星のスペクトル分類法では、C-N3とされる。スペクトルエネルギー分布から、恒星は黒体放射で2,300Kに相当し、温度72K程度の塵がそれを取り巻くような構造の特徴を示す。

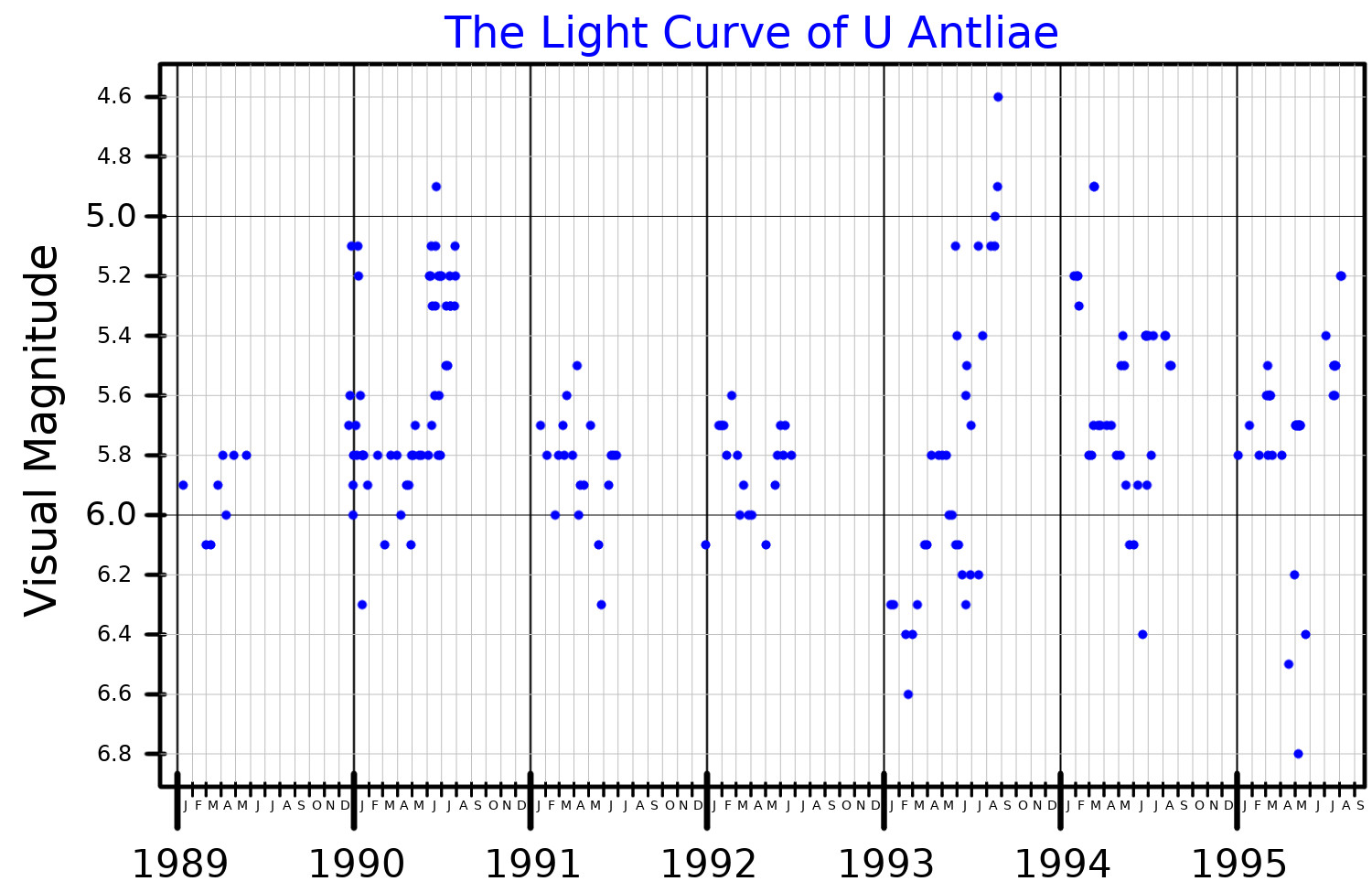
ポンプ座U星の光度曲線

ポンプ座U星は、半規則型変光星で変光周期は365日ではないかと提起されたことがあるが、その後の観測で、周期の一定しない変光しかみられない、と結論付けられ、脈動変光星の中で変光が不規則な巨星のLB型に分類されている。変光は、振幅が概ね0.25等とみられる。

## 星周構造
ポンプ座U星は、IRAS衛星の観測から、早くに遠赤外線の超過と塵でできた星周殻の存在が示されていた。その後、一酸化炭素分子輝線観測に基づくガス運動の空間分布から、星と星周殻の間にはガスがほとんどみえない空洞が存在する、非接触型の星周殻であることがわかり、また、IRAS画像の詳細な分析から、星周殻は二重になっていることもみえてきた。更に、可視光における散乱光で星周殻を観測したところ、IRASの観測でみえた内側の殻は、中心星からの距離がおよそ25秒、37秒、43秒、46秒の位置に、第1から第4の4つの殻からなるようにみえた。
その後、追観測によって、可視散乱光でみえる星周殻は、中心星から半径43秒、50秒の位置にある第3、第4殻が実在する一方、第1、第2殻は、外側の殻の副次的な構造がみえたものである可能性が示唆された。第3殻は、赤外線天文衛星あかりの中間赤外線、ハーシェル宇宙天文台の遠赤外線、アルマ望遠鏡のサブミリ波でも確認され、アルマによる観測では、殻内側に繊維状の複雑な副構造もみえ、第1、第2殻が外側の殻の副構造であったという説を補強する結果となっている。第3殻と第4殻は、散乱光の特徴の違いから、成分の違いも推定されている。第3殻は、金属原子による共鳴散乱の特徴が強いことから、ガス主体の殻と考えられ、第4殻は塵粒子による散乱の特徴が現れていることから、塵主体の殻と考えられる。アルマによって観測された一酸化炭素分子の殻が、第3殻と一致することも、第3殻がガス殻であることと整合する。
ポンプ座U星を取り巻く星周殻は、ガス殻が太陽質量の1000分の1、塵殻が太陽質量の10万分の1以上の質量があると推定される。一方で、これらの観測が行われている時点でのポンプ座U星の質量放出率は、1年当たり太陽質量の10億分の1程度と低調であることから、星周殻は熱パルスによって一時的に質量放出率が大幅に増大していた時期に形成されたと推測されている。第3殻と第4殻は異なる構成を持っているが、両者の間隔は狭く、予想される時間差からすると別々に形成されたものではなく、一度の熱パルスで放出された殻が分離したものと考えられる。理論的にはこのような複構造の星周殻が形成できることが予想されており、塵粒子は中心星からの放射の光圧を受けて膨張速度を保つ一方、ガスは恒星風との相互作用によって減速することで、両者が分離していった、という筋書が考えられている。大規模な質量放出を引き起こした熱パルスは、大体3000年から4000年前に発生したと予想される。